# 茨城県立麻生高等学校
茨城県立麻生高等学校（いばらきけんりつ あそうこうとうがっこう）は、茨城県行方市麻生に所在する公立の高等学校。

## 沿革
- 1929年（昭和4年）3月1日：茨城県立麻生中学校（県立最後の旧制中学）として、現在の麻生小学校の地に創立。
- 1948年（昭和23年）4月1日：学校教育法により茨城県立麻生高等学校と改称。
- 1966年（昭和41年）3月31日：茨城県立麻生高等学校北浦分校を廃止[1]。
- 1974年（昭和49年）4月10日：新校舎完成。現在地に校地を移転。
- 1991年（平成3年）7月19日：自学自習の施設ブライトホール「麻風」完成。

## 設置学科
- 普通科

## 学校行事
- 新入生歓迎球技大会 - 5月に実施。全学年参加。
- 文化祭 - 9月に開催。隔年での実施。全学年参加。
- 体育祭 - 10月に開催。隔年での実施。クラス対抗形式で全生徒が参加。
- 修学旅行 - 2年次で実施。
- 遠足 - 1年次で実施。東京方面で文化芸術鑑賞を中心に日帰りで行う。
- 校内マラソン大会 - 11月に実施。全学年が参加。
- 清掃ボランティア - 年末に校内外の大掃除を行う。有志の生徒が参加。

## 著名な出身者
- 錦織孝一[2] - 鹿嶋市長
- 原浩道[3] - 潮来市長
- 永作博美[4] - 女優
- 坂本雄一郎[5] - バレーボール選手
- 諸岡世奈[6] - ハンドボール選手